# Консултативен съвет за политиката по кафето
Консултативният съвет за политиката по кафето (на португалски: Conselho Deliberativo da Política do Café (CDPC) е колегиален консултативен орган към Министерството на земеделието на Бразилия, който обсъжда, одобрява и направлява обществените политики, насочени към производството, търговията, експорта и популяризирането на бразилското кафе.
Консултативният съвет за политиката по кафето е създаден след прекратяването на дейността на бившия Бразилски институт за кафето, с президентски декрет от 1996 г.
Основните правомощия на съвета са дефинирани в президентски декрет 4.623 от 21 март 2003 г. Сред основните задължения на Съвета са:
- да приема план за реколтата от кафе, включително и програма за експорта на продукция от сурово, препечено, мляно и разтворимо кафе;
- разрешава и прилага проекти за агрономни и маркетингови изследвания, като и такива, насочени към прогнозиране и оценка на добивите на кафе;
- предлага ежегодно проектобюджет, съгласуван с възможностите на Фонда за защита на кафеената индустрия (Fundcafe);
- планира действия за поддържане на баланса между предлагане и търсене на кафе за експорт и за вътрешна консумация;
- установява и поддържа техническо и финансово сътрудничество, в местен и международен план, с правителствени и неправителствени организации, работещи в областта на кафето;
- одобрява политики за съхранение и за администриране на складовете за кафе;

Съставът на Съвета за политиката по кафето се състои от:
1. министъра на земеделието, животновъдството и продоволствието на Бразилия, който е и председател на Съвета;
2. изпълнителния секретар на Министерството на земеделието, животновъдството и продоволствието на Бразилия, който е заместник-председател на Съвета;
3. секретаря по производството и търговията на Министерството на земеделието, животновъдството и продоволствието на Бразилия;
4. един представител на Министерството на финансите;
5. един представител на Министерството на външните работи;
6. един представител на Министерството на развитието, индустрията и външната търговия;
7. един представител на Министерството на планирането, бюджета и управлението;
8. двама представители на Националния съвет за кафето;
9. двама представители на Националната земеделска конфедерация;
10. един представител на Бразилската асоциация на кафеената индустрия;
11. един представител на Бразилската асоциация на индустрията на разтворимото кафе;
12. един представител на Асоциацията на износителите на сурово кафе;

Всички представители на министерствата и гражданските организации в съвета се назначават от министъра на земеделието за период от две години с право на преназначаване. Длъжността на членовете не се заплаща, а транспортните и ежедневните им разходи във връзка с участието им в заседанията на Съвета се поемат от министерствата и организациите, които те представляват.
Консултативният съвет за политиката по кафето заседава на редовни сесии, които се провеждат на всеки два месеца. Извънредни сесии се свикват по инициатива на председателя на Съвета или след петиция, подписа от шестима членове на Съвета.
Решенията на Съвета се взимат с обикновено мнозинство и се публикуват в Официален вестник на Съюза с резолюция, подписана от председателя на Съвета.